# Неділя (міфологія)

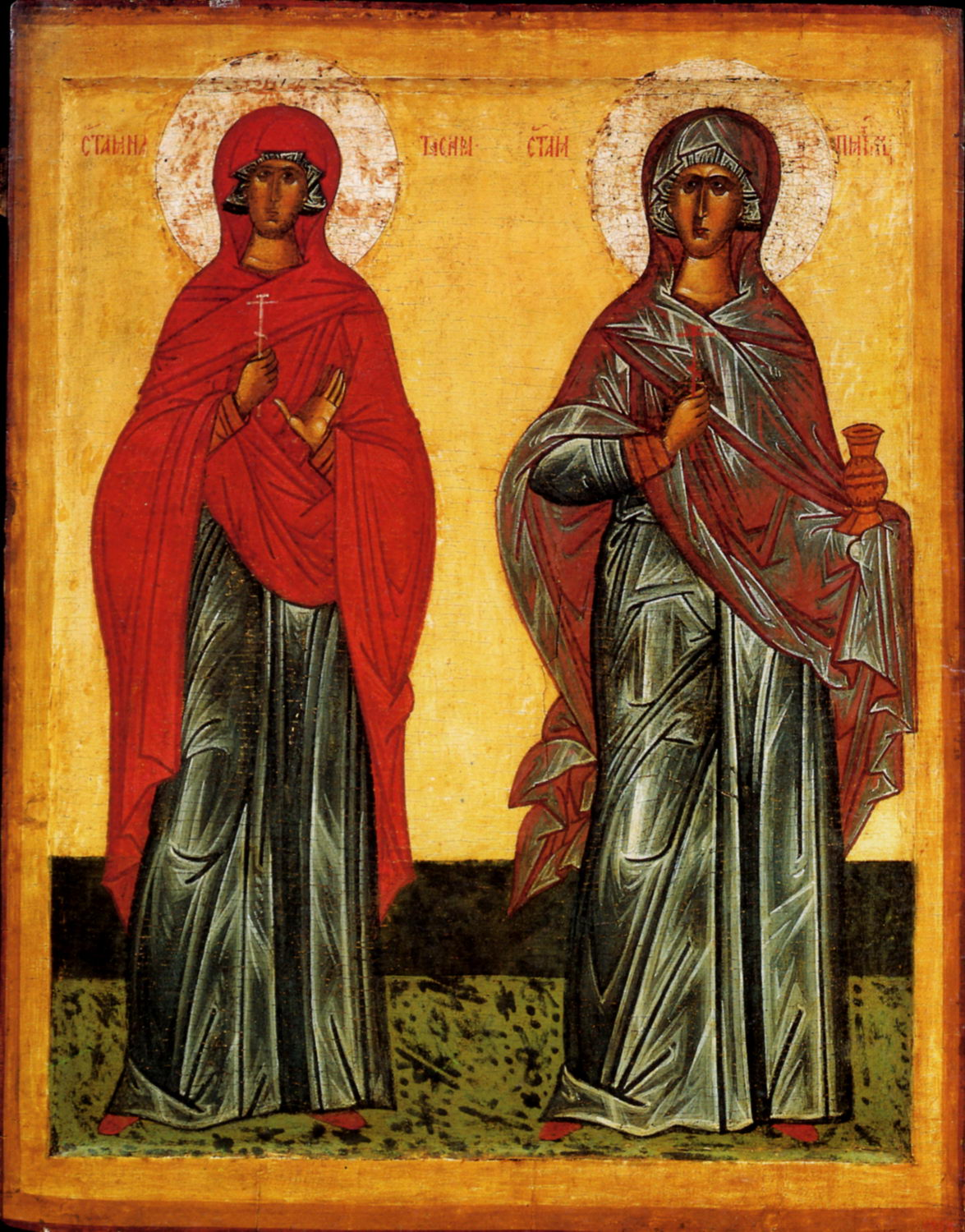
Ікона «Свята Настасия і свята Параскева» (Неділя і П'ятниця). Росія, XV століття.

Неділя (староцерк.-слов. недѣля) — у народних уявленнях слов'ян персонаж, персоніфікація дня тижня. З вшануванням Неділі пов'язані заборони на різні види робіт (пор. походження слов'янського nedelja від ne delati).

## У давньоруських джерелах
У давньоруських повчаннях проти поганства («Слово о твари и дни рекомом неделе» и «Слово св. Григория… како первое погани суще языци кланялися идолом») говориться про те, що вшановувати слід не зображення Неділі у вигляді "боввана", не день тижня як такий, але воскресіння Христове: «покланятися единому Богу сущему въ Троици, а не твари, написанѣи во образе человѣчь <...> и тридневное его воскресенье славят, а не недѣлю <...> и кланияющися воскресенью Христову, а не дни недѣли». Див. щодо зображення Неділі у вигляді жінки: «недѣли днь и кланяются написавше женоу въ человѣческъ образъ тварь" («Слово св. Григория»). На формування народного культу св.Наділі вплинув також переклад апокрифа "Епістолія Ісуса Христа про неділю". Згідно апокрифу, у Римі чи в Єрусалимі з неба впало каміння, в якому було знайдено "сувій". У ньому, від імені Христа, наказується жити праведно та вшановувати неділю, бо цього дня сталося багато знаменних подій: благовіщення, хрещення Христа та Його воскресіння, цього ж дня відбуватимется й останній суд. В завершення дається попередження, що того, хто не повірить у це "писання" очікує прокляття та муки вічні. Показово що польські та українські (південнозахідноруські) списки апокрифу, що базуються на західно-європейській редакції пам'ятнику, згадують лише про вшановування Неділі, у той час як великоруські списки, що сходять до візантійського протографу, поряд з Неділею згадують також серед вшановуваних днів середу та п'ятницю, як дні, "що ними земля стоїть". Сюжет апокрифу знайшов відображення в українському та білоруському фолклорі, у російській духовній поезії. Окрім апокрифічних текстів на народне вшанування Неділі вплинув також культ св. Анастасії (грец. άναστασία; «воскресіння»).

## Народні уявлення
Білоруси гродненської губернії розповідали, що день відпочинку — нядзеля, був даний людям після того, як один чоловік заховав св. Неділю від собак, що її переслідували; до того ж часу були самі будні. Українці Волині казали, що Бог подарував Неділі цілий день, але велів їй самій слідкувати за тим, щоб люди цього дня не працювали. За уявою хорватів у святої Неділі немає рук, тому працювати цього дня є особливо великим гріхом.